# Primo de Belfegor

Símbolo del Número de Belfegor, la letra griega π invertida.

Se le llama número primo de Belfegor (o "Belphegor") al número de 31 dígitos {\displaystyle \ 1\;000\;000\;000\;000\;066\;600\;000\;000\;000\;001\,} (un quintillón sesenta y seis mil seiscientos billones uno). 

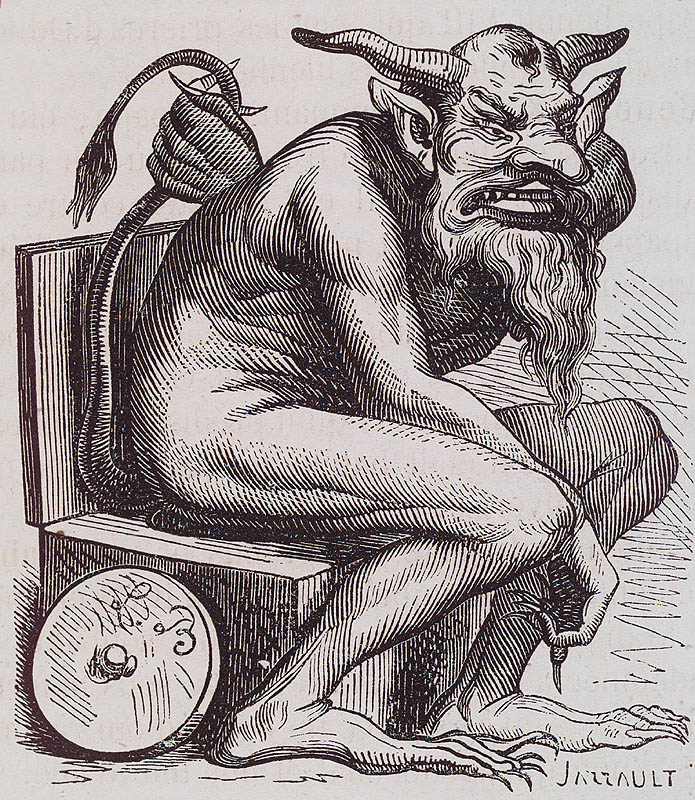
Belfegor

El nombre Belfegor se refiere a uno de los Siete Príncipes del Infierno, un demonio que seduce a la gente a través de inventos ingeniosos que supuestamente les proporcionarán riqueza. La idea de ponerle este nombre (de Belphegor, en inglés) al número primo en cuestión fue acuñada por Clifford A. Pickover (editor y columnista estadounidense en los campos de ciencia y ciencia ficción, innovación y creatividad), pues el número en sí contiene elementos considerados supersticiosos:
- La secuencia 666 que aparece justo en el centro del número  está  asociado con ser el llamado Número de la Bestia, o del diablo.
- El 666 se halla rodeado a ambos lados por trece ceros, que la superstición muchas veces considera como un número desafortunado.
- En total tiene 31 dígitos, y 31 leído al revés da 13.

Este número es palíndromo (o capicúa), es decir, que se lee igual de izquierda a derecha y viceversa.